# 兰州财经大学
兰州财经大学，原名兰州商学院，是位于甘肃省兰州市境内的一所公立全日制本科高等院校，始建于1952年。2015年2月，经教育部批准，兰州商学院更名为兰州财经大学。
学校占地面积1700余亩，校舍建筑面积64万平方米，学生约1.8万人。该校有16个院系，60个本科专业，5个省级重点学科，1个一级学科博士点，5个一级学科硕士点，28个二级学科硕士点，7个硕士专业学位授权点。

## 历史沿革
1952年，成立兰州商学院。
1958年，更名为甘肃财经学院。
1981年7月，经国务院批准恢复兰州商学院建制，其先后隶属于中华人民共和国商业部:237、国内贸易部。
1998年，国务院实行中央与地方共建，以地方为主的管理体制该校。2001年，经甘肃省人民政府批准，兼并甘肃省职工财经学院。2002年，经甘肃省人民政府批准，兼并甘肃冶金工业学校。
2015年，经教育部批准后，更名为兰州财经大学。
2021年2月2日，经教育部批准，同意原属兰州财经大学管理的独立学院兰州财经大学陇桥学院脱离该校管理，并转设为民办普通高等学校兰州工商学院。
2021年5月，经教育部批准，同意原属兰州财经大学管理的独立学院兰州财经大学长青学院与兰州资源环境职业技术学院合并，組建本科層次的公办高校兰州资源环境职业技术大学。

## 院系设置
该校16个院系为：
- 经济学院
- 国际经济与贸易学院
- 金融学院
- 工商管理学院
- 会计学院
- 统计学院
- 信息工程学院
- 外语学院
- 艺术学院
- 商务传媒学院
- 法学院
- 财税与公共管理学院
- 农林经济管理学院
- 马克思主义学院
- 国际教育学院
- 继续教育学院[9]